# Aleksandër Xhuvani Egyetem
Az Aleksandër Xhuvani Egyetem (albánul: Univerziteti “Aleksandër Xhuvani”) az albániai Elbasan felsőoktatási intézménye. 1909-ben alapították mint az ország első tanítóképző alapiskoláját, amelyet 1921-ben középfokú iskolává minősítettek, 1971-ben főiskolai, 1991-ben pedig egyetemi rangot kapott. Névadója 1986 óta Aleksandër Xhuvani (1888–1961) nyelvész, a város szülötte. Az egyetemen 2018-ban öt karon 14 ezer diák számára biztosítanak képzést.

## Története
Az 1909. szeptemberi elbasani közművelődési kongresszuson összegyűlt hazafiak határozták el egy tanítóképző iskola alapítását, hogy így mozdítsák elő az albán nyelvű oktatás ügyét. Az iskola hazafias egyesületek anyagi támogatásával 1909. december 1-jén nyitotta meg kapuit Elbasan városában. Első igazgatója Luigj Gurakuqi lett, akitől 1910-ben Lef Nosi vette át az intézet irányítását. Az ország első tanítóképzője Shkolla Normale (’Tanítóképezde’) néven kezdte meg a működést, amely a tanítóképző intézeteket jelölő korabeli kifejezés volt a nyugati nyelvekben (német Normalschule, angol normal school stb.), de szórványosan hivatkoztak rá Normalja e Elbasanit (’az elbasani tanítóképezde’) néven is. A hat tanéves képzésben  különösen nagy hangsúlyt fektettek az anyanyelvi és természettudományi oktatásra. Első tanári karának tagjai között volt többek között Sotir Peci és Hafiz Ibrahim Dalliu. A tanítási nyelv az albán volt, de a török és a francia elsajátítását is kötelezővé, a görög- és angoltanulást pedig fakultatívvá tették. Pár hónap elteltével az iskolának már ötven tanulója volt mindhárom albániai felekezetből (muszlim, görögkeleti, római katolikus).
A tanintézet működését első időszakában a pénzügyi nehézségek mellett az albán nyelvű oktatást ellenző oszmán hatóságok is hátráltatták. Arra való hivatkozásul, hogy az iskola iszlámellenes, 1910-ben betiltották működését, és az oktatómunka csak 1912-ben folytatódott. 1921. január 1-jével a korçai líceummal együtt törvényileg középfokú tanintézetté minősítették. A Carnegie Foundation 1922-es jelentése szerint az elmaradott iskolahálózattal rendelkező ország két legjelentősebb oktatási intézménye volt ez a két iskola. Fennállásának első évtizedei alatt olyan neves albánok tanítottak az iskola falai között, mint Zef Kolombi festőművész, Eqrem Çabej és Namik Resuli nyelvészek, Et’hem Haxhiademi költő, drámaíró, tanulói között pedig Fadil Hoxha koszovói politikust, Qemal Haxhihasani folkloristát és Kasëm Trebeshina írót tartják számon. 1971-ben a tanintézet főiskolai rangot kapott, 1986-ban pedig felvette az elbasani születésű nyelvész – és nem mellesleg a pártfőtitkár Ramiz Alia apósa –, Aleksandër Xhuvani nevét, aki maga is tanított itt és az 1910-es–1920-as években több éven át igazgatója volt az intézménynek.

## Szervezete
Az 1991-ben egyetemi rangot kapott intézet az országban elsőként vette át a bolognai oktatási rendszert. Napjainkban 14 ezer diáknak nyújt képzést öt – természet, bölcsészet-, nevelés-, gazdaságtudományi és orvosmérnöki – karon.

## Rektor
- Dr. Vasil Kamami
- Dr. Hysen Shabanaj
- Prof.Dr. Agron Tato
- Prof.Dr. Mehmet Çeliku
- Prof.Dr. Teuta Dilo
- Prof.Dr. Jani Dode
- Prof.Dr. Liman Varoshi